# Czernucha (rejon arzamaski)
Czernucha (ros. Чернуха) – wieś (sieło) w Rosji, w obwodzie niżnonowogrodzkim, w rejonie arzamaskim. W 2010 liczyła 3364 mieszkańców.